# Mosten
Mosten is een wijk in de Belgische gemeente Buggenhout en omvat het gebied tussen Diepmeerstraat, de gemeentegrens met Baasrode en Mostenveld. Het gebied wordt doorkruist door de Mostenbeek.
In 1979-1980 werd er een groot aantal woningen bijgebouwd. Mosten is een benaming voor eerder drassige grond, waar het mos welig op tiert. De wijk behoort tot de parochie Den Briel. De wijk Mosten bestaat uit een vijftal straten met name: Sint-Jozefstraat, De Mosten, Jozef Vinckestraat, Brede Eik en Papenheide.